# Cavillator longipes
Cavillator longipes är en spindelart som beskrevs av Wesolowska 1999. Cavillator longipes ingår i släktet Cavillator och familjen hoppspindlar. Inga underarter finns listade i Catalogue of Life.